# Peißen (Anhalt)
Peißen este o comună în Saxonia-Anhalt, Germania.